# 오타 스케하루
오타 스케하루(일본어: 太田資晴, 1696년 1월 27일 ~ 1740년 4월 20일)는 에도 시대 중기의 다이묘로, 다나카번의 2대 번주이자, 다나구라번, 다테바야시번의 번주였다. 관위는 종5위하, 빗추노카미이다. 가케가와번 오타 가(掛川藩太田家) 제4대 당주.
다나카 번의 초대 번주 오타 스케나오의 다섯 번째 아들로 태어났다. 위로 있던 네 명의 형이 모두 젊은 나이에 사망하면서 스케하루가 적자가 되었고, 1705년에 아버지가 사망하자 번주직을 계승하였다. 같은 해에 다나구라 번으로 이봉되었고, 1723년에 소자반, 1725년에 지샤부교, 1728년에 와카도시요리 직을 거치며 다테바야시 번으로 옮겨갔다. 1734년에는 오사카 성주 대행에 임명되었고, 셋쓰노쿠니 주변 5만 석 영지를 받았다. 1740년에 사망하였고, 맏아들 스케토시가 그 뒤를 이었다.
| 전임 오타 스케나오 | 제2대 다나카번 번주 (오타 가문) 1705년 | 후임 나이토 가즈노부 |

| 전임 나이토 가즈노부 | 다나구라번 번주 (오타 가문) 1705년 ~ 1728년 | 후임 마쓰다이라 다케치카 |

| 전임 마쓰다이라 다케치카 | 제1대 다테바야시번 번주 (오타 가문) 1728년 ~ 1734년 | 후임 막부령(오타 스케토시) |

| 전임 이나바 마사치카 | 제28대 오사카 조다이 1734년 ~ 1740년 | 후임 사카이 다다즈미 |